# Gnatologia
La gnatologia è un settore della medicina afferente all'odontoiatria che studia la fisiologia e fisiopatologia del complesso cranio-cervico-mandibolare e si occupa della clinica ad esso relativa (prevenzione, diagnosi, trattamento, riabilitazione). Nello specifico la gnatologia si occupa della gestione clinica del dolore oro-cranio-cervico-facciale e delle problematiche funzionali stomatognatiche (bruxismo, movimento mandibolare, masticazione, deglutizione, respirazione, etc...).
I disordini craniomandibolari rappresentano il termine generico e omnicomprensivo per indicare tutte le problematiche di principale interesse gnatologico che colpiscono le articolazioni temporomandibolari, i muscoli masticatori e le relative strutture associate. L'Odontoiatra costituisce la figura Medica di riferimento per tali problematiche in virtù delle competenze stabilite per legge.
L'esperto in Gnatologia esegue diagnosi medica differenziale per il dolore oro-cranio-facciale e diagnosi specifica di disordine craniomandibolare successivamente alla quale può essere stabilita la gestione più corretta del caso, che dovrà comunque avvalersi di procedure conservative e minimamente invasive: terapie con dispositivi intraorali rimovibili (bites), terapia fisica, terapia comportamentale, etc.... È facoltà del Medico, dopo aver emesso la diagnosi, svolgere personalmente il trattamento o affidarsi in parte (e sotto la sua supervisione) ad altre figure sanitarie di fiducia. Solo in caso di insuccesso dell'approccio conservativo potrà essere considerata la necessità di interventi più invasivi (es. chirurgia dell'articolazione temporomandibolare, genericamente di competenza del chirurgo maxillo-facciale).
Attualmente esistono diverse metodologie di approccio in ambito gnatologico, tutte percorribili osservando il rispetto delle linee guida che richiedono iniziale diagnosi medica circostanziata e approccio iniziale conservativo. L'inquadramento delle problematiche cranio-mandibolari in ambiti più estesi (modello biopsicosociale) sembra essere oggi l'approccio generale più accreditato, tuttavia (nonostante la discussione scientifica ancora in corso), anche l'inserimento delle problematiche craniomandibolari in contesti olistici più ampi (che considerano ad esempio la postura corporea generale) rappresenta un modello di approccio ampiamente diffuso.